# Хашаат
Хашаат (монг. Хашаат — Огороженный) — сомон аймака Архангай, Монголия.
Центр сомона — посёлок Баян. Он находится в 175 километрах от административного центра аймака — города Цэцэрлэг и в 315 километрах от столицы страны — Улан-Батора.

## География
В сомоне преобладает степная местность, протекают реки Орхон, Хугшин Орхон. Водятся волки, лисы, корсаки, манулы, зайцы.
Климат резко континентальный. Средняя температура января -20°C, июня +18-20°C, ежегодная норма осадков 250-300 мм.
Имеются запасы железной руды, химического и строительного сырья.